# Grundmur

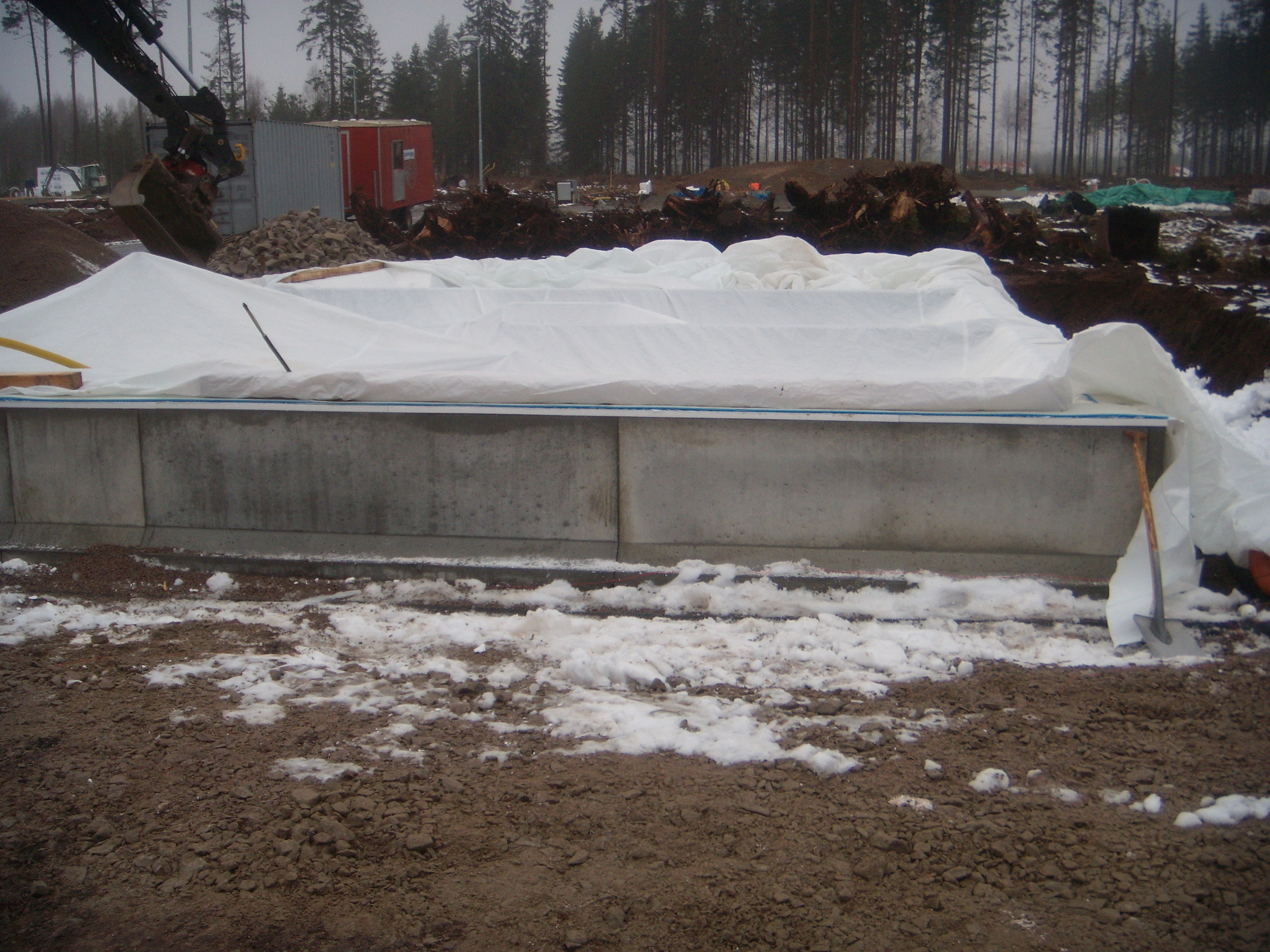
Grundmur för byggnad som håller på att byggas.

Grundmur är en direkt på marken uppförd del av en byggnad, vanligen försänkt i marken. Grundmurarna utgör tillsammans det stabila underlaget för hela byggnaden i övrigt.